# Sejo
Sejo (koreanisch: 세조) (* 2. November 1417 im Gyeongbokgung-Palast (경복궁), Seoul; † 23. September 1468 ebenda), war während seiner Regierungszeit von 1455 bis 1468 der 7. König der Joseon-Dynastie (조선 왕조) (1392–1910) in Korea.

## Leben
Sejo war zweiter Sohn des Königs Sejong dem Großen (세종) und seiner ersten Frau Soheon (새헌). 1428 wurde er von seinem Vater zum Prinz Suyang ernannt. Er war jüngerer Bruder von König Munjong (문종) und Onkel von König Danjong (단종), den er in einem Komplott vom Thron verstieß. Als sein Bruder Munjong am 14. Mai 1452 verstarb, versprach er sich Anrechte auf den Thron. Diesen sprach Munjong allerdings seinem erst knapp 12-jährigen Sohn Danjong zu. Da Danjong zu jung zum Regieren war, übernahmen der Premierminister Hwang Bo-in (황 보인) und sein Stellvertreter General Kim Jong-seo (김 종서) die Regierungsgeschäfte für den noch jungen König.
Ein geschwächtes Königreich vor Augen, zettelte Prinz Suyang knapp 1 1/2 Jahre später eine Verschwörung an. Er ließ unter Mithilfe des Gelehrten Han Myeonghoe (한 명회) und einiger weiterer hochgestellten königlichen Bediensteten seinen jüngeren Bruder, Prinz Anpyeong (안평), zum Schein den Thron übernehmen. Danach präsentierte er sich als Retter des Throns, übernahm die Macht im Palast und schickte seinen Bruder auf die Insel Ganghwado (강화도) ins Exil, wo dieser acht Tage später vergiftet wurde. Hwang Boin und General Kim Jongseo wurden ebenfalls getötet.

## Regierungszeit
Nachdem er als Prinz Suyang die Regierungsgeschäfte übernommen hatte und de facto bereits die Macht im Palast ausübte, versuchte er mit der Hilfe des Gelehrten Han Myeonghoe und seinen Anhängern, Danjong zur Aufgabe des Throns zu bewegen. Danjong, erst 14-jährig, gab schließlich dem Drängen nach, so dass Suyang am 11. Juni 1455 als Konig Sejo inthronisiert werden konnte. Danjong blieb König, aber ohne jegliche Macht.
Im Juni 1456 wehrte Sejo den Versuch der Gelehrten Seong Sam-mun (성삼문), Bak Paeng-nyeon (박팽년), Ha Wi-ji (하위지), Yi Gae (이개), Yu Seong-won (유 성원) und des militärischen Führers Yu Eung-bu (유응부) ab, Danjong wieder zurück auf den Thron zu heben. Er ließ alle sechs exekutieren, was in den Schriften später als Sayuksin (사육신) (sechs getötete königlichen Bedienstete) bekannt wurde. Ein Jahr später degradiere er König Danjong zum Prinz Nosan (노산군) und schickte ihn ins Exil nach Yeongwol (영월) in die Provinz Gangwon-do (강원도).
Im September 1457 wehrte Sejo einen weiteren Versuch ab, Danjong wieder auf den Thron zu bringen. Dieses Mal verfügte er die Degradierung Danjongs auf die Stufe eines Gelehrten. Danjong verstarb kurz darauf am 24. Oktober 1457 unter nicht geklärten Umständen. Da Sejo im Laufe der Zeit alle seine Widersacher gewaltsam beseitigt hatte, verfügte er nun über uneingeschränkte Macht, doch seine illegale Aneignung der Macht, warf unter den Gelehrten späterer Generation die moralische Frage auf, ob Usurpation, also die widerrechtliche Aneignung der Macht, mit den konfuzianischen Prinzipien vereinbar sein kann.
Sejo regierte das Land mit strenger Hand, reorganisierte die Armee, weg von der grenzbasierten Verteidigung mit drei Hauptquartieren, hin zu einer regional-orientierten Verteidigung mit fünf Kommandanturen: Ost, West, Süd, Nord und Mitte. Dafür rekrutierte er eine Million Männer, die notfalls für den Militärdienst eingezogen werden konnten.
Sejo festigte die Monarchie und sorgte für einen ökonomischen Aufschwung des Landes. Er ließ viele Bücher aus dem Chinesischen in Hangul (koreanische Schrift) übersetzten, ließ Handbücher über die Landwirtschaft für Bauern entwickeln und schaffte eine verantwortliche Stelle für Sutra-Publikationen, die die buddhistischen Texte ins Koreanische übersetzen sollte.
Im Jahr 1460 entwickelte Sejo die administrative und ökonomischen Regeln auf Basis des Gyeongje Yukjeon (경재 육전), der Gesetzesbasis der Joseon-Dynastie und nannte das Gesamtwerk Gyeongguk daejeon (경국 대전) (Nationales Gesetzbuch). Im letzten Jahr seiner Regentschaft widmete er sich der Übersetzung des Gyeongguk daejeon. Die Veröffentlichung musste er aber seinem Nachfolger Yejong überlassen, der die sechs Bände 1469 herausgab. Er verstarb am 23. September 1468 (8. September des Mondkalenders).